# Gejiu
Gejiu (chiń. 个旧; pinyin Gèjiù) – miasto na prawach powiatu w południowo-zachodnich Chinach, w prowincji Junnan, w prefekturze autonomicznej Honghe. W 2010 roku liczba mieszkańców miasta wynosiła 131 013. Ważny ośrodek wydobycia i hutnictwa cyny; ośrodek hutnictwo ołowiu i innych metali, przemysłu maszynowego, kolejowego, chemicznego, włókienniczego i spożywczego.

## Historia
Gejiu było pierwotnie niewielką osadą górniczą o nazwie Gejiuli. Za panowania dynastii Yuan (1206–1368) i Ming (1368–1644) wydobywano tu głównie srebro. Na przełomie XVII i XVIII wieku nastąpił szybki rozwój górnictwa w Junnanie, jednak Gejiu przeżyło swój rozkwit dopiero w drugiej połowie XVIII wieku, kiedy rozpoczęto wydobywanie cyny. Duże znaczenie miało otwarcie pobliskiego Mengzi jako portu traktatowego w 1889 roku, co przyczyniło się do rozpoczęcia handlu z Indochinami Francuskimi. W 1951 roku miejscowość otrzymała status miasta na prawach powiatu.